# César II de Guastalla
César II de Gonzague (Mantoue, 1592 – Vienne, 26 février 1632) est un noble italien, le deuxième duc de Guastalla, de 1630 à 1632.

## Biographie
Il est le fils de Ferdinand II de Guastalla et son épouse, Vittoria Doria, la fille du célèbre amiral génois Andrea Doria.
Son règne est de courte durée puisqu'il meurt quelques mois après son père.
En 1612, il épouse Isabella Orsini (1598 - 1623), fille du duc Virginio Orsini de Bracciano, et de Flavia Peretti Damasceni.
César et Isabella ont deux enfants:
- Ferdinand III de Guastalla (1618-1678), qui est devenu son successeur;
- Vespasien de Guastalla (1621-1687), vice-roi de Valence.